# Ultra (musikalbum)
Ultra är Depeche Modes nionde studioalbum, släppt den 15 april 1997. 
Ultra var det första Depeche Mode-albumet efter Alan Wilders avhopp. Wilders frånvaro kompenserades av producenten Tim Simenon samt flera utomstående projektmusiker. Inspelningen var kaotisk, mest beroende på David Gahans drogproblem.   

## Låtförteckning
1. "Barrel of a Gun" (5:35)
2. "The Love Thieves" (6:34)
3. "Home" (5:42)
4. "It's No Good" (5:58)
5. "Uselink" (2:21) (instrumental)
6. "Useless" (5:12)
7. "Sister of Night" (6:04)
8. "Jazz Thieves" (2:54) (instrumental)
9. "Freestate" (6:43)
10. "The Bottom Line" (4:26)
11. "Insight" (6:26)
12. "Junior Painkiller" (2:09) (Olistad instrumental bonuslåt)

## Singlar
1. "Barrel of a Gun" (3 februari 1997)
2. "It's No Good" (31 mars 1997)
3. "Home" (16 juni 1997)
4. "Useless" (20 oktober 1997) (remixad av Alan Moulder)

"Home/Useless" släpptes som dubbel A-sida istället för separata versioner i USA och Kanada (18 november 1997).

## Medverkande
- David Gahan – sång
- Andrew Fletcher – keyboard
- Martin L. Gore – gitarr, keyboard, stämsång; sång: "Home" och "The Bottom Line"

- Victor Indrizzo, trummor: "Barrel of a Gun" & "It's No Good".
- Jaki Liebezeit, trummor: "The Bottom Line".
- BJ Cole, pedal steel guitar: "The Bottom Line".
- Gota Yashiki, trummor: "Useless".
- Keith LeBlanc, trummor: "Useless".
- Danny Cummings, trummor: "Useless" & "Freestate".
- Doug Wimbish, bas: "Useless".
- Daniel Miller, System700: "Uselink".